# Edi Ziegler
Eduard „Edi“ Ziegler (* 25. Februar 1930 in Schweinfurt; † 20. März 2020 in München) war ein deutscher Radrennfahrer. 1952 gewann er bei den Olympischen Sommerspielen in Helsinki die Bronzemedaille im Straßenrennen.

## Sportliche Laufbahn
Edi Ziegler startete bis 1956 für den RV 1889 Schweinfurt. Bei den Olympischen Sommerspielen 1952 in Helsinki belegte er bei großer Hitze im olympischen Straßenrennen den dritten Platz hinter den Belgiern André Noyelle und Robert Grondelaers, in der Mannschaftswertung erreichte er zusammen mit Oscar Zeissner und Paul Maue Platz fünf. Nach den Spielen wurde er von Bundespräsident Theodor Heuss mit dem Silbernen Lorbeerblatt geehrt.
Zwischen 1951 und 1956 wurde Ziegler zum erfolgreichsten deutschen Straßenamateur. Er gewann nahezu alle namhaften deutschen Klassiker. Als Lokalmatador gewann er mehrfach die Schweinfurter Internationale Ernst-Sachs-Tour und das „Moritz-Fischer-Gedächtnisrennen“. 1953 wurde er deutscher Straßenmeister, nachdem er das Rennen in Solingen mit deutlichem Vorsprung vor Titelverteidiger Walter Becker gewonnen hatte. 1951 wurde er Dritter der Meisterschaft. Sieben Mal führte er die Mannschaft des RV 89 als Kapitän über 100 Kilometer zum deutschen Meistertitel im Mannschaftszeitfahren.
Ebenfalls 1953 gewann Ziegler das Ernst-Sachs-Gedächtnisrennen, 1954 gewann er Rund um Frankfurt, 1956 konnte er diesen Erfolg wiederholen. Drei Mal gewann er Rund um Köln. 1956 gewann er den Großen Conti-Straßenpreis. 1957 wurde Ziegler Profi, konnte aber keine Siege oder vorderen Platzierungen erreichen. 1959 beendete er seine Radsportlaufbahn. Insgesamt errang er als Amateur rund 100 Siege.
Anschließend engagierte sich Edi Ziegler bei seinem Heimatverein, dem RV 89 Schweinfurt. Er war seit vielen Jahren dort und im RC Amor München Ehrenmitglied sowie Mitglied der Bundesehrengilde. Bei den Olympischen Spielen in München fungierte er als Organisator und Kommissär. Beruflich führte der gelernte Kaufmann zwischenzeitlich ein Sporthotel in Wesel. Seit den 1980er Jahren lebte er mit seiner Frau in München. 2020 verstarb er, drei Wochen nach seinem 90. Geburtstag.